# Isolachus spinosus
Isolachus spinosus is een hooiwagen uit de familie Pentanychidae.